# Aristides Bastidas
Aristides Bastidas là một trong 14 đô thị ở bang Yaracuy, Venezuela. Đô thị này nằm ở phía bắc Yaracuy, diện tích 74 km ² với dân số 16.839 người thời điểm năm 2001. The capital lies at San Pablo. Đô thị này được lập năm 1993 để tưởng nhớ nhà văn Aristides Bastidas.